# Chiesa di San Martino in Foro
La chiesa di San Martino è un luogo di culto cattolico di Sarteano, in provincia di Siena.

## Storia
La chiesa dedicata a San Martino sorgeva nella piazza principale del paese, di fronte al palazzo comunale. Era una chiesa molto antica come dimostra un istrumento del 1195, actum Sartiani in Ecclesia S. Martini in foro. Dipese prima dai monaci dell'abbazia della Santissima Trinità di Spineta e poi dai Cistercensi del Cestello di Firenze. Forse al suo interno erano conservate le sepolture feudatarie dei conti Manenti di Sarteano, di origine longobarda, come risulta dalla pietra tombale con la scritta Sepulcrum Comitis Burgarucij MCCIC. Nel 1841, durante i lavori di demolizione dell'antica chiesa, la pietra tombale fu murata sotto il loggiato del palazzo comunale di Sarteano.
Dal 2016 la chiesa ha assunto anche una funzione museale ospitando la Sala d'Arte Domenico Beccafumi.

## Descrizione

Domenico Beccafumi, Annunciazione di Sarteano

La chiesa presenta la facciata in travertino e cotto con pilastri e capitelli Ionici.
L'interno è ad unica navata e conserva notevoli opere d'arte: in essa sono due dipinti su tavola di Jacopo di Mino del Pellicciaio, uno raffigurante la Madonna col Bambino detta Madonna del Cardellino (1344), e un polittico intitolato alla Madonna delle Grazie; una tavola centinata di Andrea di Niccolò con la Madonna col Bambino tra i santi Rocco e Sebastiano (seconda metà del XV secolo).
In chiesa è anche la celebre Annunciazione di Sarteano di Domenico Beccafumi (1545 - 1546 circa) proveniente dalla distrutta Pieve di Santa Vittoria, la Visitazione della Vergine a Santa Elisabetta di Matteo Rosselli (prima metà del XVII secolo|) e la Madonna in gloria col Bambino e santi di Alessandro Casolani (ultimo quarto del XVI secolo).
Nel campanile a vela è una campana con scritta a caratteri gotici, datata 1282.